# Serralada

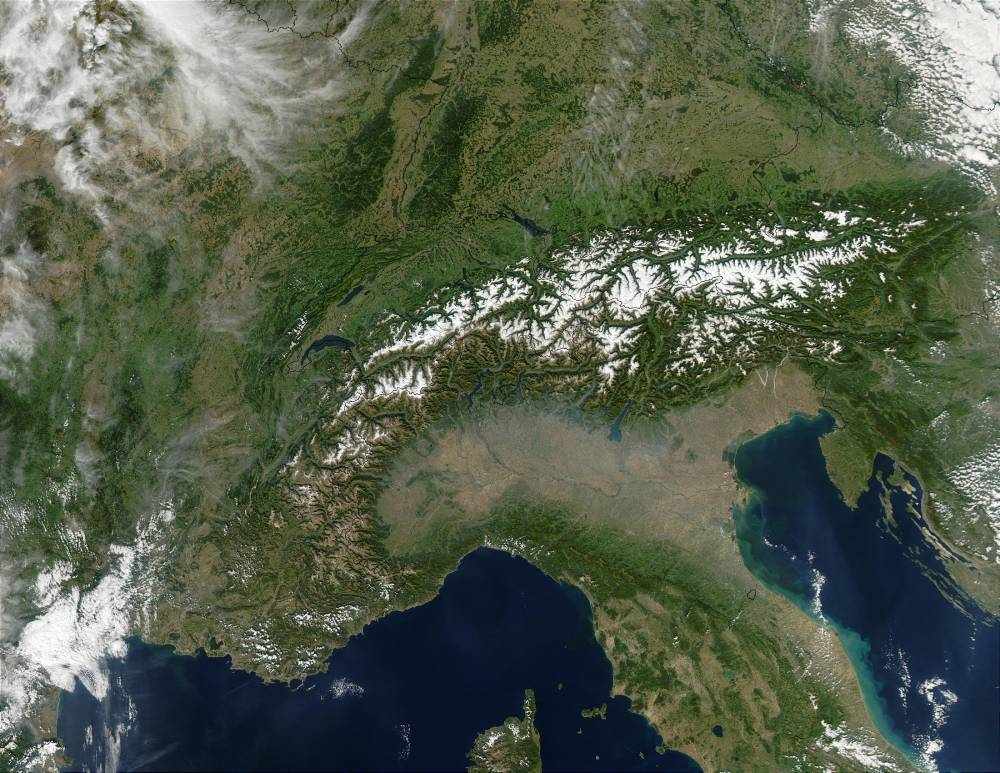
Vista de satèl·lit de la serralada dels Alps

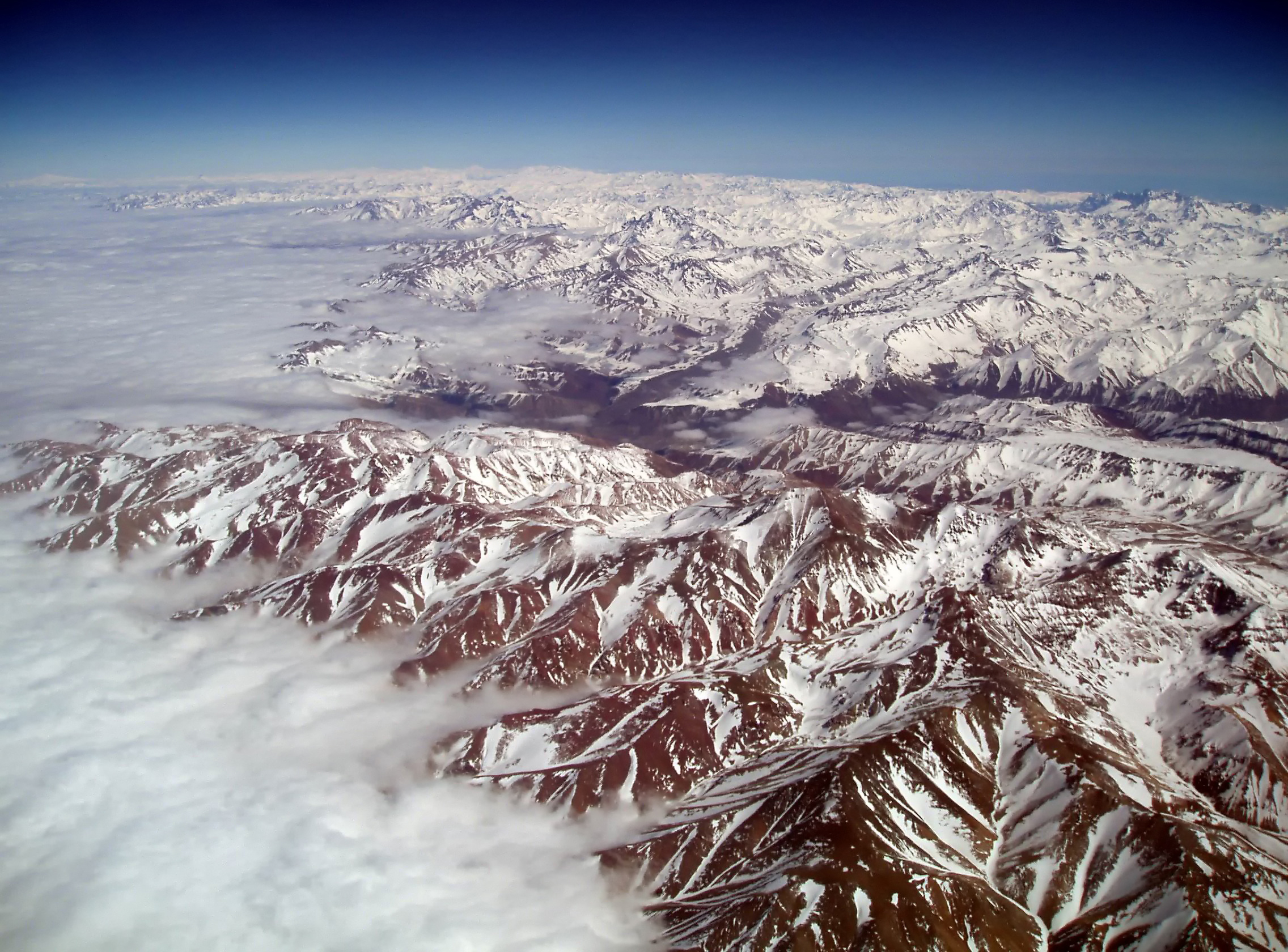
Vista aèria de la serralada dels Andes

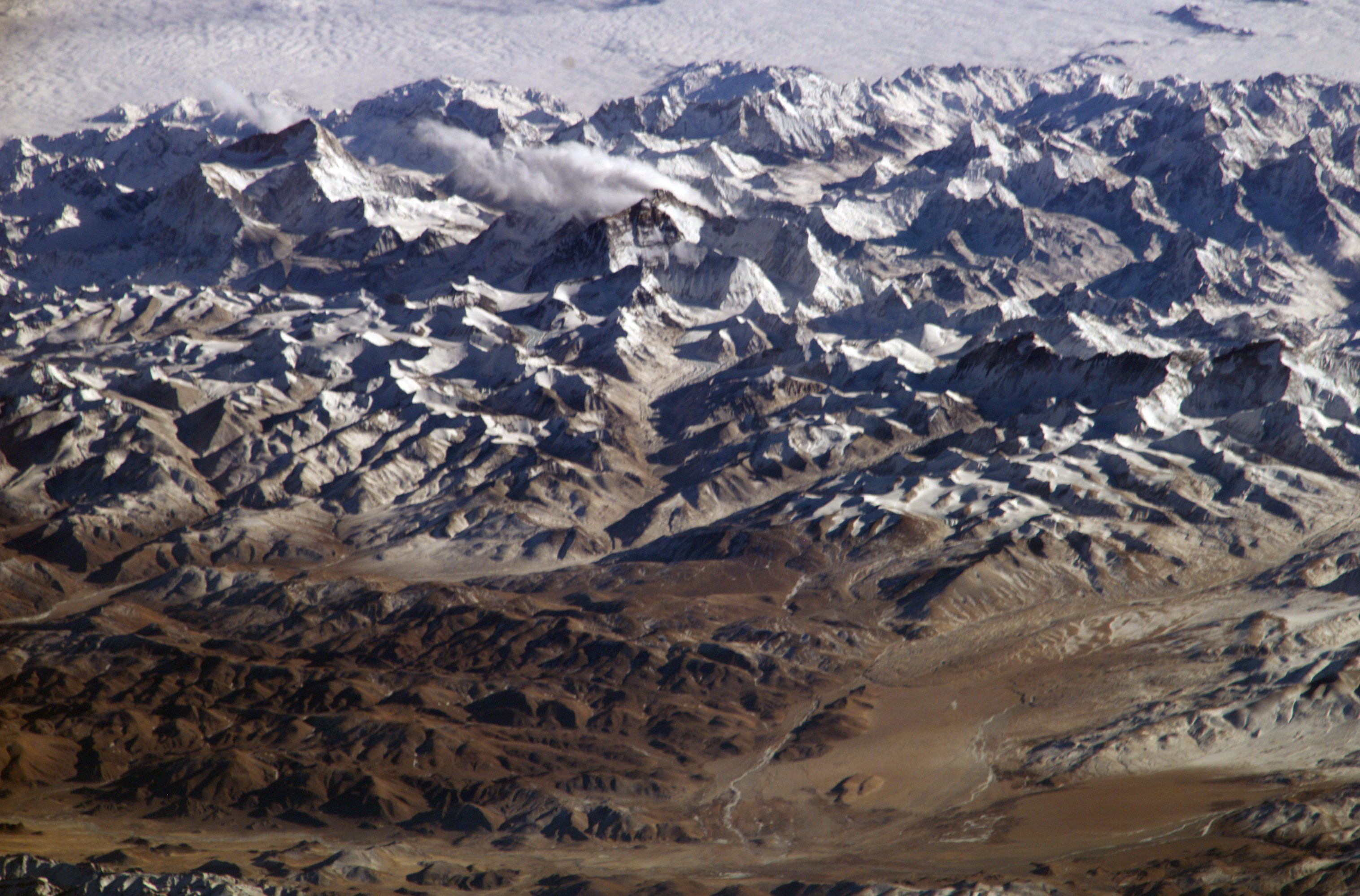
L'Himàlaia i l'altiplà tibetà. Fotografia realitzada des de l'Estació Espacial Internacional.

Una serralada (Geografia, Geologia, Geomorfologia estructural) és un sistema muntanyós de gran vastitud, format per un conjunt de serres que manté una determinada alineació estructural i morfològica, més llarg (centenars o milers de km) que ample; Conjunt de muntanyes d'una gran extensió que forma, generalment, un sistema i que té una formació comuna i característiques semblants, per exemple: l'Himàlaia, els Andes, els Alps, els Pirineus, la serralada Prelitoral o el Sistema Ibèric. El conjunt presenta unes característiques bastant similars i dona al sistema una certa unitat. Cal distingir-ne una part principal, l'eix de la serralada, i una altra de secundària, formada per ramals sorgits del tronc principal. La seva part central (axial) s'anomena eix orogràfic. (en mountain system (range); es cordillera; fr cordillère).
Les serralades tenen dimensions que sobrepassen el centenar de quilòmetres. Sovint integren altres conjunts que formen massissos, carenes, contraforts, serres, serrals o serrats, de menor dimensió que es diferencien per l'agrupació de cims d'una major alçada respecte a les muntanyes que els envolten (p. ex.: El Massís del Montnegre a la Serralada Litoral) o bé perquè s'eleven de forma singular entre un espai relativament pla (p. ex.: el Massís de Montserrat a la Serralada Prelitoral).
A Catalunya destaquen la serralada dels Pirineus i les serralades Litoral i Prelitoral i al País Valencià el Sistema Ibèric amb el Massís del Penyagolosa.
La serralada amb els cims més alts és la de l'Himàlaia, amb alguns cims que superen els 8.000 msnm, i la més llarga és la dels Andes, que recorre pràcticament tot Sud-amèrica.

## Formació de les serralades. Orogènesi

### Serralada de plegament
Les serralades sovint són fruit de la tectònica de plaques (deriva continental) quan dues o més plaques tectòniques es confronten. Així doncs, les grans serralades acostumen a coincidir amb punts de xoc entre plaques tectòniques que presenten moviments oposats, originant l'Himalaia, els Andes, els Alps, l'Atles o els Pirineus.
Les muntanyes o serralades de plegament, són relleus muntanyosos que tenen una estructura de plegament i aixecament. Tectònica o diastrofisme, responen a l'influx de les forces endògenes quan les plaques o blocs continentals són desplaçats i sotmesos a grans esforços. Alguns d'aquests moviments es deuen a la posició dels blocs al marge d'una placa litosfèrica, però n'hi ha d'altres completament independents de la tectònica de plaques.
Les muntanyes i serralades de plegament són unitats morfoestructurals definides pels estrats ondulats, doblegats i fins i tot laminats o trencats. […] Poden anar des de modestes altituds fins a les més enlairades com l'Himalaia. Els materials són tan variats com l'edat dels paroxismes que les han elevat. Tanmateix el relleu és controlat sempre per la seva estructura on també cal comptar-hi el rocam diferenciat. Les podem distingir o agrupar en dos tipus:
- estructures senzilles i intracontinentals: plecs de cobertura, plegaments d'estll juràssic; plecs de fons, plecs de cobertora rígids; serres apalatxianes. També sota el nom de serralades intracontinentals o intracratòniques. Són formades damunt un crató o part molt dura de l'escorça terrestre. El vulcanisme i el metamorfisme hi tenen poca importància, el flysch[5] (corriment) és gairebé inexistent. Poden ésser serralades de cobertura o serralades de grans plecs de fons.

Megasutura: S'anomena així el tipus serralada, limitada, per un costat, per una subducció de tipus B i, per l'altre, per una subducció complementària de tipus A, la qual és constituïda per grans desenganxaments i làmines encavalcants. És típica de les muntanyes Rocoses del Canadà i de les serralades d'Ouachita i dels Apalatxes.
- estructures compostes i complexes: d'estil tectònic o plecs de falla; mantells de corriment; plegaments de sutura (rifting).[7][8] Anomenades també serralades pericontinentals o pericratòniques. Es formen a la vora o a la perifèria d'un crató Es divideixen en liminars, amb vulcanisme antic i escàs metamorfisme, i geosinclinals, caracteritzades per forts plegaments, mantells de corriment, flysch abundant i processos volcànics i metamòrfics.

El plegament que ha format una serralada pot ésser molt actiu o relativament recent. Les serralades de plegament antic, han sofert els efectes de diversos cicles d'erosió. En els temps actuals constitueixen una espècie de peneplà, amb un relleu desgastat, arrodonit. Els contracops orogènics posteriors poden, però, enlairar aquesta massa i fracturar-la. Les serralades de plegament relativament recent, al contrari, tenen formes vives, agudes i poc desgastades.
Fase de plegament (Geologia) Període de formació de plegament, que es manifesta normalment per mitjà d'una discordança i, en roques metamòrfiques, per superposició d'estructures de deformació.(fase orogènica, fase tectònica)

### Serralada ensiàlica
Serralada (Geologia, estructura de a terra) produïda per la deformació en règim compressiu d'una conca de tipus aulacogen, desenvolupada a partir d'una escorça continental, encara que més o menys aprimada durant el període extensiu; té com a característiques: 1) dimensions de moderades a petites amb absència de zonacions marcades, algunes d'estratificades; 2) manca d'ofiolites i de metamorfisme (si n’hi ha, reduït al de grau baix); 3) manca de metamorfisme d'alta pressió; 4) manca de plutonisme; absència de vulcanisme andesític tardà; 5) presència d'una clara diferenciació entre el sòcol i la cobertora com a conjunts mecànicament diferents, cosa que la diferencia d'una serralada de plegament.

## Geosinclinals-orògens
Durant l'era secundària i especialment durant el Terciari es formaren la major part de les serralades al llarg de dos grans geosinclinals de tipus orògen: l'Alpí-Himàlaia i el Cordillera.
El geosinclinal Alpí-Himàlaia (simplement "Alpí" o "Euroasiàtic" per als geògrafs europeus), on es distribueixen una sèrie de serralades que s’estenen des de l'oest de l'Àfrica fins a l'est l'Àsia i més enllà: Atles, Serralades Bètiques, Pirineus, Alps, Carpats, Balcans, Caucas, Himàlaia, muntanyes de Malacca (Malàisia) i arcs insulars a l'est del continent asiàtic.
El geosinclinal Cordillera ("China" o "Pacífic" per a alguns autors) en una línia que segueixen les Rocoses i els Andes, l'enorme conjunt muntanyós que s’estén al llarg del Pacífic en el continent americà, en una barrera important de milers de quilòmetres.

## Grans serralades de la Terra
| Serralada                                   | continent/subcontinent | orientació general | llargària (Km) | cim més alt       | altitud snm (m) |
| ------------------------------------------- | ---------------------- | ------------------ | -------------- | ----------------- | --------------- |
| Andes                                       | Amèrica del Sud        | N-S                | 7.000          | Aconcagua         | 6.962           |
| Rocoses (Rocky Mountain range)¹             | Amèrica del Nord       | NO-SE              | 4.830          | Mont Elbert       | 4.401           |
| Gran Serralada Divisòria (Alps Australians) | Oceania                | SO-NE              | 3.500          | Mont Kosciuszko   | 2.228           |
| Antàrtica (muntanyes transantàrtiques)      | Antàrtida              | NO-SE              | 3.500          | Mont Kirkpatrick  | 4.528           |
| Urals                                       | Europa, Àsia           | NNE-SSE            | 2.500          | Naródnaia         | 1.894           |
| Atles                                       | Àfrica                 | SEE-NOO            | 2.500          | Toubkal           | 4.157           |
| Apalatxes                                   | Amèrica del Nord       | SO-NE              | 2.414          | Mont Katahdin     | 1.606           |
| Himàlaia ²                                  | Àsia                   | O-E                | 2.400          | Everest           | 8.848           |
| Altai                                       | Àsia                   | SO-NO              | 2.000          | Belukha           | 4.506           |
| Ghats Occidentals (Sayhadri)                | Àsia                   | NNO-SSE            | 1.600          | Anamudi           | 2.695           |
| Alps                                        | Europa                 | O-E                | 1.200          | Mont Blanc        | 4.807           |
| Drakensberg                                 | Àfrica                 | NO-SE              | 1.125          | Thabana Ntlenyana | 3.482           |

1. La Serralada Americana es considera un sistema conjunt que comprèn els Andes (Serralada Sud) i la Serralada Nord-americana que, al seu torn, integra les Rocoses, Brooks i Alaska, i les paral·leles de Columbia, Sierra Nevada, Cascades i diverses petites serralades costaneres del Pacífic i la Sierra Madre Occidental i Oriental.
La principal subdivisió dels Andes són la Serralada septentrional i la meridional. Al llarg d'ambdues corren tres vasts sistemes de serralades gairebé paral·leles: la Cordillera Occidental, la Cordillera Central i la Cordillera Oriental.
2. L'Himàlaia integra diverses serralades paral·leles: els Turons de Sivalik al sud; la serralada inferior de l'Himàlaia; el Gran Himàlaia (central) i l'Himàlaia tibetà al nord. El Karakoram es considera generalment separat de l'Himàlaia.

## Efectes en el clima

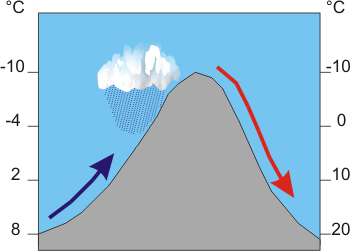
Efecte Föhn. L'orografia obliga la massa d'aire a ascendir, condensant el vapor d'aigua i donant lloc a pluges. A sotavent l'aire, ja sec, descendeix ràpidament augmentant la pressió atmosfèrica i la temperatura.

### Efecte foehn
L'efecte foehn (de vegades Föhn) és el terme internacional amb què és conegut el traganeu o fogony, un vent càlid i sec que bufa a sotavent d'una serralada i fa augmentar la temperatura i disminuir la humitat relativa. El Föhn va ser descrit per primera vegada al Tirol, on li van donar aquest nom.

### Boira
La boira es forma quan la diferència entre la temperatura de l'aire i el punt de rosada és inferior a 2.5 °C.
La boira comença a formar-se quan el vapor d'aigua es condensa en petites gotes d'aigua que queden suspeses a l'aire. Alguns exemples de maneres en què el vapor d'aigua s'integra en l'aire són mitjançant la convergència del vent en àrees de moviment ascendent; precipitació o virga que cau des de dalt; escalfament diürn que evapora l'aigua de la superfície dels oceans, masses d'aigua o terra humides; transpiració de les plantes; aire fresc o sec que es mou sobre aigua més càlida; i elevacions d'aire sobre les muntanyes.